# Rosenhagen (Lindetal)
Rosenhagen ist ein Ortsteil der Gemeinde Lindetal im Landkreis Mecklenburgische Seenplatte in Mecklenburg-Vorpommern.

## Geografie
Der Ort liegt 13 Kilometer südöstlich von Neubrandenburg. Zur Gemarkung Rosenhagen zählt eine Fläche von 456 Hektar. Die Nachbarorte sind Marienhof im Norden, Leppin im Nordosten, Köllershof im Osten, Ballin im Südosten, Loitz und Teschendorf im Südwesten, Sabel im Westen sowie Dewitz im Nordwesten.

## Geschichte
Rosenhagen war ursprünglich eine Meierei von Ballin und seit 1810 selbständig. Das Gutshaus ist erhalten. Rosenhagen wurde am 1. Juli 1950 in die Gemeinde Ballin eingegliedert.